# Jūjeh Ḩeydar
Jūjeh Ḩeydar (persiska: جوجِه حِيدَر, چووَل, جوجه حیدر) är en ort i Iran.   Den ligger i provinsen Lorestan, i den nordvästra delen av landet, 300 km sydväst om huvudstaden Teheran. Jūjeh Ḩeydar ligger 1 894 meter över havet och antalet invånare är 869.
Terrängen runt Jūjeh Ḩeydar är varierad.Runt Jūjeh Ḩeydar är det ganska tätbefolkat, med 166 invånare per kvadratkilometer. Närmaste större samhälle är Oshtorīnān, 9,2 km öster om Jūjeh Ḩeydar. Trakten runt Jūjeh Ḩeydar består i huvudsak av gräsmarker.